# Posavsko-podmajevička grupna nogometna liga 1980./81.
"Posavsko-podmajevička grupna nogometna liga" je bila jedna od četiri grupne lige "Međuopćinskog nogometnog saveza Brčko" i liga šestog stupnja nogometnog prvenstva Jugoslavije u sezoni 1980./81. 
 
Sudjelovalo je 14 klubova, a prvak je bio klub "Posavac" iz Ugljare. 

## Ljestvica
| mj. | klub                        | ut. | pob. | ner. | por. | gol+ | gol- | bod |
| --- | --------------------------- | --- | ---- | ---- | ---- | ---- | ---- | --- |
| 1.  | Posavac Ugljara             | 26  | 20   | 4    | 2    | 70   | 12   | 44  |
| 2.  | Mladost Vidovice            | 26  | 19   | 0    | 7    | 65   | 25   | 38  |
| 3.  | Bratstvo Srnice             | 26  | 14   | 4    | 8    | 48   | 38   | 32  |
| 4.  | Proleter Oštra Luka         | 26  | 14   | 3    | 9    | 54   | 38   | 31  |
| 5.  | Jedinstvo Vučkovci          | 26  | 12   | 5    | 9    | 55   | 60   | 29  |
| 6.  | Mladost Gorice              | 26  | 12   | 4    | 10   | 50   | 47   | 28  |
| 7.  | Sloga Hrgovi Donji          | 26  | 11   | 5    | 10   | 50   | 34   | 27  |
| 8.  | Mladost Lončari             | 26  | 9    | 7    | 10   | 49   | 59   | 25  |
| 9.  | Partizan Kostrč             | 26  | 10   | 4    | 12   | 52   | 46   | 24  |
| 10. | Mladost Bosanska Bijela     | 26  | 11   | 1    | 14   | 56   | 61   | 23  |
| 11. | Prvi maj Bok                | 26  | 9    | 4    | 13   | 44   | 41   | 22  |
| 12. | Crvena zvijezda Donji Žabar | 26  | 8    | 1    | 17   | 44   | 72   | 17  |
| 13. | Irac Špionica               | 26  | 5    | 2    | 19   | 34   | 84   | 12  |
| 14. | Budućnost Vučilovac         | 26  | 5    | 1    | 20   | 22   | 75   | 11  |

- Bosanska Bijela – naziv za naselje Bijela

## Rezultatska križaljka
| kratica | klub                        | BRA | BUD | CRVZ | IRAC | JED | MLABB | MLAG | MLAL | MLAV | PAR | POS | PRO | PRVM | SLO |
| --- | --------------------------- | --- | --- | ---- | ---- | --- | ----- | ---- | ---- | ---- | --- | --- | --- | ---- | --- |
| BRA | Bratstvo Srnice             |     |     |      |      |     |       |      |      |      |     |     |     |      |     |
| BUD | Budućnost Vučilovac         |     |     |      |      |     |       |      |      |      |     |     |     |      |     |
| CRVZ | Crvena zvijezda Donji Žabar |     |     |      |      |     |       |      |      |      |     |     |     |      |     |
| IRAC | Irac Špionica               |     |     |      |      |     |       |      |      |      |     |     |     |      |     |
| JED | Jedinstvo Vučkovci          |     |     |      |      |     |       |      |      |      |     |     |     |      |     |
| MLABB | Mladost Bosanska Bijela     |     |     |      |      |     |       |      |      |      |     |     |     |      |     |
| MLAG | Mladost Gorice              |     |     |      |      |     |       |      |      |      |     |     |     |      |     |
| MLAL | Mladost Lončari             |     |     |      |      |     |       |      |      |      |     |     |     |      |     |
| MLAV | Mladost Vidovice            |     |     |      |      |     |       |      |      |      |     |     |     |      |     |
| PAR | Partizan Kostrč             |     |     |      |      |     |       |      |      |      |     |     |     |      |     |
| POS | Posavac Ugljara             |     |     |      |      |     |       |      |      |      |     |     |     |      |     |
| PRO | Proleter Oštra Luka         |     |     |      |      |     |       |      |      |      |     |     |     |      |     |
| PRVM | Prvi maj Bok                |     |     |      |      |     |       |      |      |      |     |     |     |      |     |
| SLO | Sloga Hrgovi Donji          |     |     |      |      |     |       |      |      |      |     |     |     |      |     |
| |                             |     |     |      |      |     |       |      |      |      |     |     |     |      |     |
| podebljan rezultat - utakmice od 1. do 13. kola (1. utakmica između klubova) rezultat normalne debljine - utakmice od 14. do 26. kola (2. utakmica između klubova) rezultat nakošen - nije vidljiv redoslijed odigravanja međusobnih utakmica iz dostupnih izvora rezultat nakošen i smanjen * - iz dostupnih izvora nije uočljiv domaćin susreta prekrižen rezultat - poništena ili brisana utakmica p - utakmica prekinuta 3:0 p.f. / 0:3 p.f. - rezultat 3:0 bez borbe n.i. - nije igrano |                             |     |     |      |      |     |       |      |      |      |     |     |     |      |     |

 Izvori: 

## Unutrašnje poveznice
- Međuopćinska liga Brčko 1980./81.
- Posavska grupna liga 1980./81.